# Gazax-et-Baccarisse
 Gazax-et-Baccarisse  (en occitano Gasatz e Vacarissa) es una población y comuna francesa, ubicada en la región de Mediodía-Pirineos, departamento de Gers, en el distrito de Mirande y cantón de Montesquiou.

## Demografía
| 123 | 119 | 115 | 129 | 106 | 99 |
| Para los censos de 1962 a 1999 la población legal corresponde a la población sin duplicidades (Fuente: INSEE [Consultar]) |     |     |     |     |    |